# Psilopogon faber
Megalaima faber là một loài chim trong họ Megalaimidae.